# Lee Soo-mi
Lee Soo-mi (hangul: 이수미; Seongnam, 3 de marzo de 1989), también conocida como Lee Seo-ahn, Soomi o Sumi, es una cantante y actriz surcoreana. Fue miembro de los grupos SeeYa, F-ve Dolls y Coed School.

## Primeros años
Asistió a la Universidad Aeroespacial de Corea y se graduó en Ciencias Aeronáuticas y Operaciones de Vuelo.

## Carrera
Audicionó para el "SBS's Young Jae Yook Sung Project" en 2001 y ganó, pero nunca se convirtió en una aprendiz.

### Seeya
Se unió a Seeya en 2009 después de que Nam Gyuri dejó el grupo. Fue agregada en octubre de 2009 y lanzó un miniálbum con el grupo llamado Rebloom. Durante su tiempo en el grupo publicó una canción con las miembros de T-ara y Davichi llamado Wonder Women.

### Coed School
El 23 de julio de 2010 se retiró de Seeya para convertirse en líder del nuevo grupo Coed Schooll, que constaba de 4 chicas y 6 chicos. Declaró en una entrevista que fue difícil convertirse en líder de un grupo, cuando antes solo había sido la más joven de Seeya. También perdió cerca de 4 kg de peso. Ella dijo "He bailado desde mis días con Seeya, así que no había una gran cantidad de presión. Pero las 20 horas de ensayo a veces realmente me han cansado. He perdido 4 kg."

### F-ve Dolls
A mediados de 2011, Coed School se dividió y se convirtió en subunidades, fue colocada en F-ve Dolls con las otras 3 chicas y una nueva integrante, ella se mantuvo como líder en F-ve Dolls. Formó parte del elenco en el drama Miss Ripley como Jo Eun Bum, al mismo tiempo F-ve Dolls estaba en el drama The Greatest Love, por lo cual ella no pudo participar de las grabaciones. En 2013 Co-ed ya no estaba activo y Lee permaneció en F-ve Dolls hasta el 2012. Ella dejó Core Contents Media junto con Heo Chan-mi el mismo año.

### Actividades como solista
En diciembre de 2013 fue presentada como la protagonista femenina del vídeo musical  "It's You" del grupo D-Unit. También en 2013 firmó con D-Business Entertainment para convertirse en una actriz y artista solista. El 18 de diciembre de 2016 protagonizó el vídeo musical Difference de WE'D (위드).

## Filmografía

### Dramas
| Año  | Título                        | Papel           | Red        | Notas              | Ref.  |
| ---- | ----------------------------- | --------------- | ---------- | ------------------ | ----- |
| 2011 | Miss Ripley                   | Jo Eun bum      | MBC        |                    |       |
| 2019 | Justice                       | Jeong Hae-jin   |            |                    |       |
| 2021 | Bad and Crazy                 | Jeong Yu-na     | tvN, iQiyi |                    |       |
| 2021 | Artificial City               | Jung Eun-jung   | JTBC       |                    |       |
| 2024 | Jeong-nyeon: The Star Is Born | Presidente Yang | tvN        | Aparición especial | [ 9 ] |

### Vídeos musicales
| Año  | Canción             | Artista/Grupo         | Papel                 |
| ---- | ------------------- | --------------------- | --------------------- |
| 2010 | "Wonder Women"      | Seeya, T-ARA, Davichi | Ella misma            |
| 2011 | "Lip Stains"        | F-ve Dolls            | Ella misma            |
| 2011 | "Your Words         | F-ve Dolls            | Ella misma            |
| 2011 | "Like This or That" | F-ve Dolls            | Ella misma            |
| 2013 | "It's You"          | D-Unit                | Protagonista Femenina |
| 2016 | "다름 (Difference)" | WE'D (위드)           | Protagonista Femenina |

## Discografía

### Colaboración
| Año  | Canción      | Con                                                                                               |
| ---- | ------------ | ------------------------------------------------------------------------------------------------- |
| 2010 | Wonder Women | Seeya (Kim Yeon-ji, Lee Bo-ram) Davichi (Lee Hae-ri, Kang Min-kyung) Tara (Hahm Eun-jung, Hyomin) |